# J.B. (peça)
J.B. é uma peça de teatro estadunidense de 1958 escrita em verso livre pelo dramaturgo Archibald MacLeish. Elaborada pela Escola de Drama da Universidade Yale, a obra foi apresentada pela primeira vez em 11 de dezembro de 1958.
Venceu o Tony Award de melhor peça de teatro.